# ンドンゴ王国

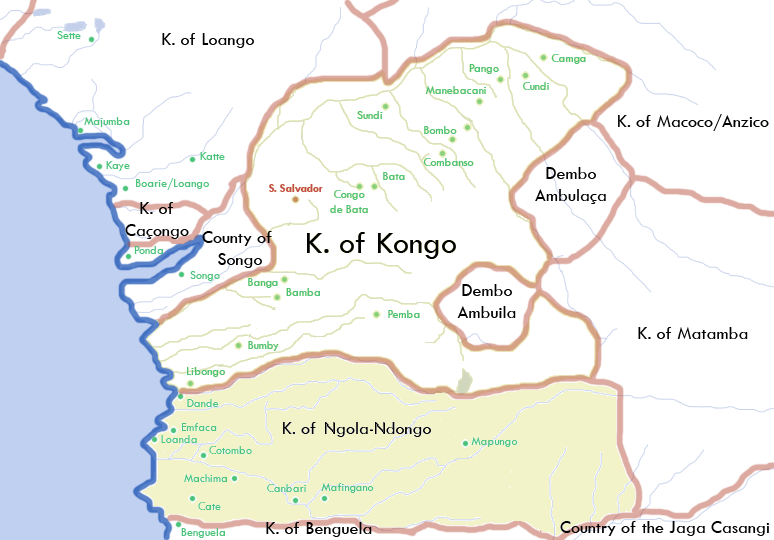
ンドンゴ王国の領域

ンドンゴ王国（ンドンゴおうこく、Kingdom of Ndongo）は現在のアンゴラに位置した近世アフリカの君主制国家。かつてはドンゴやアンゴラといった名前で知られており、キンブンド語が話されていた。

## 歴史
ンドンゴ王国の初期の記録は16世紀ごろで、ンゴラ(ngola)と呼ばれる王が統治していたが、この頃はまだコンゴ王国の従属国に過ぎなかった。

### ンドンゴの台頭
コンゴ王国の属国だったンドンゴは、1518年にコンゴからの独立を間接的に認識してもらうため宣教師を求めポルトガルに使節を送る。1520年に宣教師は到着したが、現地の紛争やコンゴの圧力により撤退を余儀なくされた。コンゴの国王 (マニ・コンゴ)だったンジンガ・ムベンバ (アフォンソ1世)は宣教師をコンゴへ連れて行き、ンドンゴには自身の司祭を残した。初期のンドンゴは農業や塩の貿易が盛んだったがこの頃からンドンゴはポルトガル人と奴隷貿易を始める。ルアンダに設置された商館からポルトガルがサトウキビ栽培で栄えたサントメとの奴隷貿易を行い、ンドンゴはポルトガルとの奴隷貿易で力をつける。

### 1556年の戦争
1556年頃、ンドンゴはポルトガルに軍事援助を求め、洗礼を受けることを申し出たが、ポルトガルの当局者はその宗教的な誠意を疑った。コンゴとンドンゴがポルトガルとの主要貿易相手の座を争ったこの戦争は、強国の座から転落し内部抗争や属国の離反に苦しむコンゴの衰退の原因の一つとなった。この地で勢力を拡大したいポルトガルは反コンゴ勢力を巧みに利用し、ンドンゴはコンゴに勝利した。これによりンドンゴはコンゴから完全に独立した。

### ポルトガルのアンゴラ植民
ポルトガル王セバスティアン１世にキリスト教化したアンゴラ(ンゴラの国)を征服する許可を貰ったパウロ・ディアス・デ・ノヴァイスは、コンゴのアルバロ１世の支援を受け、ルアンダに上陸し砦を築いた。ノヴァイスは傭兵軍としてコンゴとンドンゴの両方と提携した。

### ポルトガルとの戦争
1579年、コンゴに定住したフランシスコ・バーブーダが率いる商人は、時のンゴランジンガ・ンバンビ・キロンボ・キア・カゼンダにポルトガルがンドンゴを手に入れようと企てている事を助言した。この情報に従いンジンガ・ンバンビは、王都カバサでポルトガル軍を待ち伏せにし、虐殺した。ポルトガル側は1582年にマサンガノに砦を建設。沿岸では多くのソバがンドンゴから寝返り、ポルトガルは植民地を広げた。1590年にはカバサを攻撃するが、マタンバ王国と同盟したンドンゴに敗北。ンドンゴはポルトガルに反撃して多くのソバがポルトガルからンドンゴへ戻った。

### インバンガラ
この時期ポルトガルとンドンゴの間には不安定な平和が実現した。ポルトガルは南クワンザでの活動の過程でインバンガラという武装集団と接触してその助けを借り、植民地を拡大した。1617年には新知事ルイス・メンデス・デ・ヴァスコンセロスはンドンゴへ大規模な侵攻を行い、インバンガラの協力でンドンゴに侵入し首都を攻め、当時のンゴラムバンディをクワンザ川のキンドンガ島へ避難させ、何千人というンドンゴ国民を捕虜にした。しかしヴァスコンセロスはポルトガルの傀儡政権を作り出すのに失敗した。インバンガラはンドンゴに対する略奪を繰り返した。ヴァスコンセロスの後継者であるジョアン・コレイア・デ・スーアはンドンゴとの平和を図り、1621年ムバンディは妹のンジンガ・ムバンデをルアンダに送って交渉させた。彼女は、ポルトガルのンドンゴ侵略の拠点となっていたリュカラとアムバッハの前進砦を撤収し、多数の捕虜を返還し、略奪行為を繰り返していたインバンガラをンドンゴから追い出すという平和条約について交渉した。ムバンディは島を離れて首都に復帰し、ポルトガルの臣下になって年間100人の奴隷を捧げた。1623年に和平。しかしポルトガルは条約を尊重しなかったため、インバンガラの指導者カザはンドンゴに加わった。

### ンジンガ女王の台頭
兄ムバンディの死後、ンジンガはムバンディの息子の摂政になったもののすぐにこれを殺し、王位に就いた。ンジンガは脱走奴隷で軍隊を組織し、首都をより守りに適したンドンゴ発祥の地であるカヴァンガに移した。そして、隣接するマタンパ王国も併呑し、国力を高めるとたびたびポルトガル軍を撃破し、やがてアンゴラにおけるポルトガルの首都的拠点であったマサンガンを包囲した。しかし、ポルトガルの反攻が始まると国土の多くを失い、マタンバに撤退するが、女王が死ぬまで王国は征服されることはなかった。ポルトガルは別のンゴラを立てた。

### 滅亡
ポルトガルの傀儡として存続していたンドンゴは1660年に反旗を翻したが1671年に長い包囲の末、完全に併合された。

## 歴代ンゴラ一覧
1. 男ンゴラ・ア・ンジンガ
2. 男ンゴラ・キルアンジ・イネ
3. 男ンバンビ・ア・ンゴラ
4. 男ンゴラ・キルアンジ・キア・ンバンビ
5. 男ンジンガ・ンゴラ・キロンボ・キア・カゼンダ
6. 男ンゴラ・ムバンビ・キルアンジ
7. 男ンゴラ・ンジンガ・ムバンディ
8. 女ンジンガ・ムバンデ
9. 男ハリ・ア・キルアンジ
10. 男ンゴラ・ハリ
11. 女ムカンブ・ムバンディ